# Queen's Park FC
Queen's Park is een Schotse voetbalclub uit Glasgow, en de oudste nog bestaande club uit Schotland. De thuiswedstrijden werden in Hampden Park gespeeld, wat ook de thuishaven is voor het Schots voetbalelftal. 
De club gaat op termijn spelen op Lesser Hampden, tot die tijd spelen ze in Firhill Stadium. De club won na Rangers FC en Celtic FC het meeste keren de Schotse beker (10 keer). Al deze overwinningen werden in de 19e eeuw behaald.

## Geschiedenis

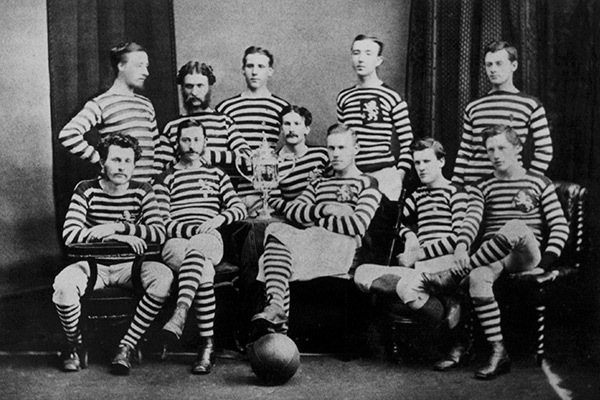
Selectie van 1874

De eerste interland tussen Schotland en Engeland werd door Queen's Park georganiseerd en de wedstrijd werd gespeeld volgens de regels van de club. Alle Schotse spelers speelden bij Queen's Park en ze speelden in blauwe tenue, wat nu ook de Schotse internationals dragen. In 1873 veranderde de club zijn thuiskleuren in wit met zwarte strepen.
Queen's Park had in zijn beginjaren veel overwicht en kreeg pas zijn eerste tegengoal op 16 januari 1875, 8 jaar na de oprichting.
De club weerde altijd het professionalisme en profspelers van andere clubs mochten in hun verdere carrière niet meer bij Queen's Park spelen. In 1890 weigerde de club aan te treden in de pas gevormde Schotse competitie. In 1900 trad de club toch aan in de Schotse eerste klasse, als enige amateurclub. Tot 1922 was de club beschermd tegen degradatie naar de tweede klasse.
De club trok veel toeschouwers en tijdens het decennium 1880-1889 werd een nieuw stadion gebouwd, dat net als het eerste stadion Hampden Park werd genoemd. Toen ook dit stadion te klein was geworden werd in 1903 een derde Hampden Park gebouwd. Het tweede Hampden Park werd omgedoopt in Cathkin Park en verkocht aan Third Lanark AC.
Na de Tweede Wereldoorlog was Queen's Park niet meer erg succesvol, en speelde slechts af en toe nog in de hoogste klasse waar de club uiteindelijk 42 jaar in zou spelen.
Pas in de jaren negentig werden voormalige profspelers toegelaten. Sinds het seizoen 2014-15 kan er uit de Football League worden gedegradeerd. De amateurstatus van Queen's Park werd door die degradatieregeling naar de amateurs tegen het licht gehouden en tijdens een ledenvergadering werd besloten om die status op te heffen vanaf november 2019 om zich beter te kunnen wapenen tegen een mogelijke degradatie. De amateurstatus van de club kwam naar voren in hun Latijnse motto, 'Ludere Causa Ludendi'.
Er komen gemiddeld zo'n 500 supporters per wedstrijd af op een thuiswedstrijd in het immense stadion. In 2006-2007 speelde de club in de Scottish Third Division, de Schotse vierde klasse. Op 12 mei 2007 promoveerde Queen's Park na een 7-2-overwinning over twee wedstrijden tegen East-Fife in de Scottish Second Division Play-offs. Na twee seizoenen degradeerde de club weer. 
In 2019 kwam er een grote verandering binnen de club. Er werd aan de leden gevraagd of ze de amateurstatus wilden beëindigen. Vele spelers verlieten de club zonder dat ze daar compensatie voor kregen omwille van hun amateurstatus. 91% van de leden stemden voor professionalisering.  waardoor de club na 152 jaar als amateurclub eindelijk een profclub werd. In de zomer van 2020 werden al enkele profspelers gehaald en de club behaalde de titel in de vierde klasse. In 2022 werd de club vierde, maar kon via de play-offs promotie afdwingen waardoor de club in 2022/23 voor het eerst sinds 1983 in de tweede klasse speelde.

## Erelijst
- Scottish Football League First Division

Winnaar (2): 1922/23, 1955/56
- Scottish Football League Second Division

Winnaar (1): 1980/81
- Scottish Football League Third Division

Winnaar (1): 1999/00
- Scottish League Two

Winnaar (1): 2020/21
- Scottish Cup

Winnaar (10): 1874, 1875, 1876, 1880, 1881, 1882, 1884, 1886, 1890, 1893
Runner-up (2): 1892, 1900
- FA Cup

Runner-up (2): 1884, 1885
- Glasgow Cup

Winnaar (4): 1889, 1890, 1899, 1946
Runner-up (7): 1896, 1898, 1929, 1932, 1940, 1965, 1985

## Overzichtslijsten

### Eindklasseringen
| 13 |

| 16 |

| 5 |

| 9 |

| 6 |

| 15 |

| 3 |

| 10 |

| 4 |

| 1 |

| 13 |

| 18 |

| 18 |

| 11 |

| 15 |

| 12 |

| 14 |

| 7 |

| 4 |

| 13 |

| 7 |

| 4 |

| 11 |

| 15 |

| 13 |

| 12 |

| 14 |

| 14 |

| 16 |

| 4 |

| 5 |

| 7 |

| 13 |

| 5 |

| 1 |

| 8 |

| 14 |

| 10 |

| 10 |

| 4 |

| 9 |

| 3 |

| 7 |

| 11 |

| 5 |

| 9 |

| 11 |

| 11 |

| 8 |

| 6 |

| 8 |

| 7 |

| 6 |

| 1 |

| 9 |

| 10 |

| 8 |

| 7 |

| 4 |

| 6 |

| 3 |

| 8 |

| 9 |

| 4 |

| 3 |

| 2 |

| 3 |

| 10 |

| 2 |

| 4 |

| 6 |

| 9 |

| 7 |

| 5 |

| 1 |

| 4 |

| 3 |

| 8 |

| 8 |

| Niveau 1 | Niveau 2 | Niveau 3 | Niveau 4 |

| Periode    | Niveau 1                | Niveau 2              | Niveau 3            | Niveau 4            |
| 1893-1975  | Division One            | Division Two          | Division Three      | --                  |
| 1975-1998  | Premier Division        | First Division        | Second Division     | Third Division      |
| 1998-2013  | Scottish Premier League | First Division        | Second Division     | Third Division      |
| 2013-heden | Scottish Premiership    | Scottish Championship | Scottish League One | Scottish League Two |

### Records
- Aantal toeschouwers: 95.722 tegen Glasgow Rangers (1930)
- Grootste overwinning: 16-0 tegen St. Peters op 29 augustus 1885 (Schotse beker)
- Grootste nederlaag: 0-9 tegen Motherwell FC op 29 april 1930 (1ste klasse)

## Bekende (oud-)Spiders

### Spelers
- Sean Burns
- Liam Brown
- Ronnie Coyle
- Jim Cruickshank
- Alex Ferguson
- Jimmy Gilmour
- Malky Mackay
- Anthony Ralston
- Eddie Turnbull
- Andrew Robertson
- Andrew Watson

### Trainers
- Harold Davis
- Robin Veldman